# 人面魚 (台灣)
人面魚，是台湾民間傳說和都市传说中的妖怪，兩種同名但外貌相異，也都和日本的人面魚不同。

## 介绍

### 民間傳說
人面魚是人臉魚身的水棲妖怪，又名「淵魚」、「海童」，身軀為大魚，但卻擁有人面雙眼口鼻的臉龐，型態詭異萬分。若人面魚浮立於水面，只要見到人，就會開口呵呵嘻笑，甚至以魚鰭做合掌的模樣。

### 都市傳說
在1990年代初開始出現，於1995年經自由時報刊出的地方軼聞而廣泛流傳，大意描述有民眾至高雄縣岡山鎮（今高雄市岡山區）的溪裡（另一說為嘉義市蘭潭）出遊釣起一尾吳郭魚，燒烤欲食用時卻聽到用閩南語詭異的聲音詢問：「魚肉好吃否？」之後其拍攝的照片魚的上頭還浮現人臉，令當事人毛骨悚然。其後台視玫瑰之夜鬼話連篇曾以此題材製播節目，並展示出所謂的「靈異照片」。2018年，根據此傳說改拍成電影《紅衣小女孩》的外傳:《人面魚：紅衣小女孩外傳》。

## 相關作品
- 2018年電影《人面魚：紅衣小女孩外傳》，導演莊絢維。
- 2019年小说《人面鱼》，作者笭菁。
- 2023年電影《人面魚：紅衣小女孩外傳》改編漫畫 （页面存档备份，存于）。

## 参看
- 锦鲤，別稱「人面魚」。
- 赤鱬，《山海經.南山經》當中所記載的「人面魚」。

## 外部鏈接
- 玫瑰之夜 x 鬼話連篇 x 人頭魚完整版(魚肉好吃嗎
- 「魚肉好吃嗎...」　想起來還會發毛的6大靈異節目！ （页面存档备份，存于）